# Digitaria aequatoriensis
Digitaria aequatoriensis är en gräsart som först beskrevs av Albert Spear Hitchcock, och fick sitt nu gällande namn av Johannes Jan Theodoor Henrard. Digitaria aequatoriensis ingår i släktet fingerhirser, och familjen gräs. Inga underarter finns listade i Catalogue of Life.